# Homopholis mulleri
Homopholis mulleri là một loài thằn lằn trong họ Gekkonidae. Loài này được Visser mô tả khoa học đầu tiên năm 1987.